# AzerTelecom
AzerTelecom LLC ist ein Telekommunikationsbetreiber in Aserbaidschan. Es wurde 2008 als Provider für Datendienste und Festnetztelefonie gegründet. Bakcell, der erste Mobilfunkbetreiber von Aserbaidschan, ist Hauptaktionär des Unternehmens. Geschäftsführer ist Ana Nakashidze.

## Dienstleistungen
Das Unternehmen bietet Festnetz-, Internet-, Daten- und Sprachdienste, für die es die jeweiligen Lizenzen hält. Dazu gehören Internetdienstleistungen als Internetdienstanbieter und als Tier-1-Carrier, Sprachkommunikation, Glasfaseranschlüsse, VPN-Anschlüsse, IP-Telefonie, Datenhaltung mit eigenen Rechenzentren und Backbone-Dienste zu den Nachbarstaaten Russland, Georgien und in den Iran.